# Jean-Pierre Pillaert
Jean-Pierre Pillaert (Wervik, 22 oktober 1938) is een voormalig Belgisch politicus.

## Levensloop
Jean-Pierre Pillaert groeide op in Wervik. Na zijn middelbareschooltijd in Komen studeerde hij aan het toenmalig Hoger Technisch Instituut te Oostende, waarna hij aan de slag ging als technisch ingenieur. In 1970 stelde hij zich voor de eerste maal kandidaat bij de gemeenteraadsverkiezingen van Hooglede. Hij werd verkozen op een lokale lijst en bleef jarenlang gemeenteraadslid.
In de jaren 1970 was hij stichter van het ziekenfonds West-Flandria in Roeselare. In 1971 werd hij politiek actief voor de Volksunie. Hij was van 1973 tot 1981 voorzitter en van 1981 tot 1985 ondervoorzitter van de VU-afdeling van het arrondissement Roeselare-Tielt. Van 1981 tot 1985 was Pillaert lid van het nationaal partijbestuur.
In oktober 1985 werd hij verkozen als lid van de Kamer van volksvertegenwoordigers voor het arrondissement Roeselare-Tielt, wat hij bleef tot in november 1991. Pillaert was er lid van de commissie Landbouw en Middenstand. In de periode december 1985-november 1991 had hij als gevolg van het toen bestaande dubbelmandaat ook zitting in de Vlaamse Raad. De Vlaamse Raad was vanaf 21 oktober 1980 de opvolger van de Cultuurraad voor de Nederlandse Cultuurgemeenschap, die op 7 december 1971 werd geïnstalleerd, en was de voorloper van het huidige Vlaams Parlement.  In deze Vlaamse Raad was Pillaert van 1985 tot 1987 lid van de commissie Huisvesting en Stadsvernieuwing en van 1988 tot 1989 lid van de commissie Binnenlandse Aangelegenheden en Taaldecreetgeving.
In 1988 werd hij lijsttrekker van de lokale lijst SAMEN in Hooglede. Toen de lijst SAMEN de absolute meerderheid behaalde met twaalf zetels, werd hij in 1989 burgemeester van de gemeente, wat hij bleef tot in 2006. Hij stelde zich vanwege zijn leeftijd geen kandidaat meer in 2006.
Na de breuk binnen de Volksunie koos hij in 2001 voor de Nieuw-Vlaamse Alliantie en steunde die onder meer door zich in 2003 als opvolger kandidaat te stellen op de Senaatslijst. 

## Privéleven
Pillaert is getrouwd en heeft drie zonen. Zijn zoon Kristof Pillaert trad in zijn politieke voetsporen en is sinds 2024 burgemeester van Hooglede.